# Калузьке намісництво
Калу́зьке намі́сництво (рос. Калужское наместничество) — адміністративно-територіальна одиниця в Російській імперії в 1776–1796 роках. Адміністративний центр — Калуга. Створене 24 серпня 1781 року на основі Калузької провінції Московської губернії і частини Брянського повіту Бєлгородської губернії. Складалося з 12 повітів. 23 грудня 1796 року перетворене на Калузьку губернію.

## Карти

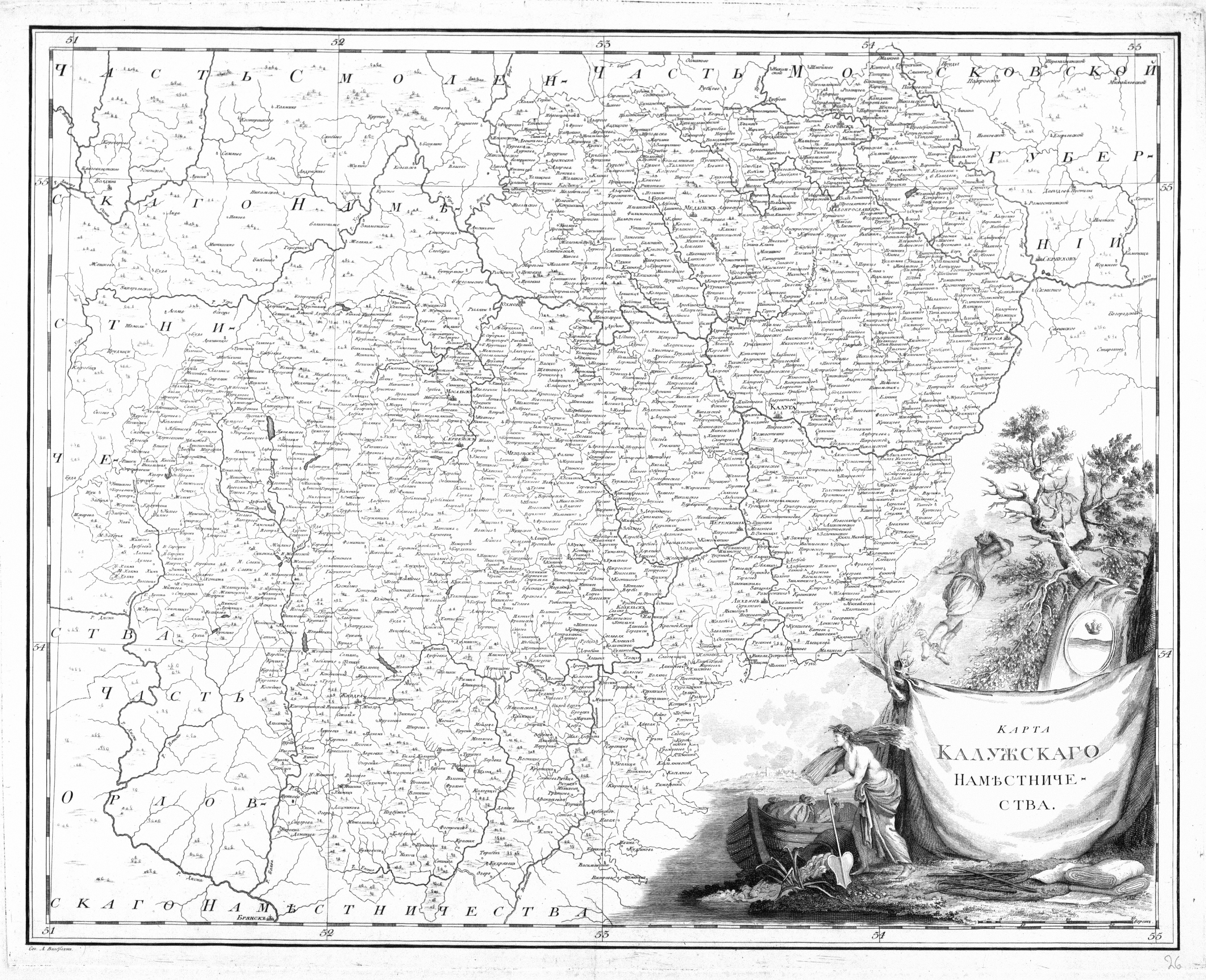
Російський атлас 1792
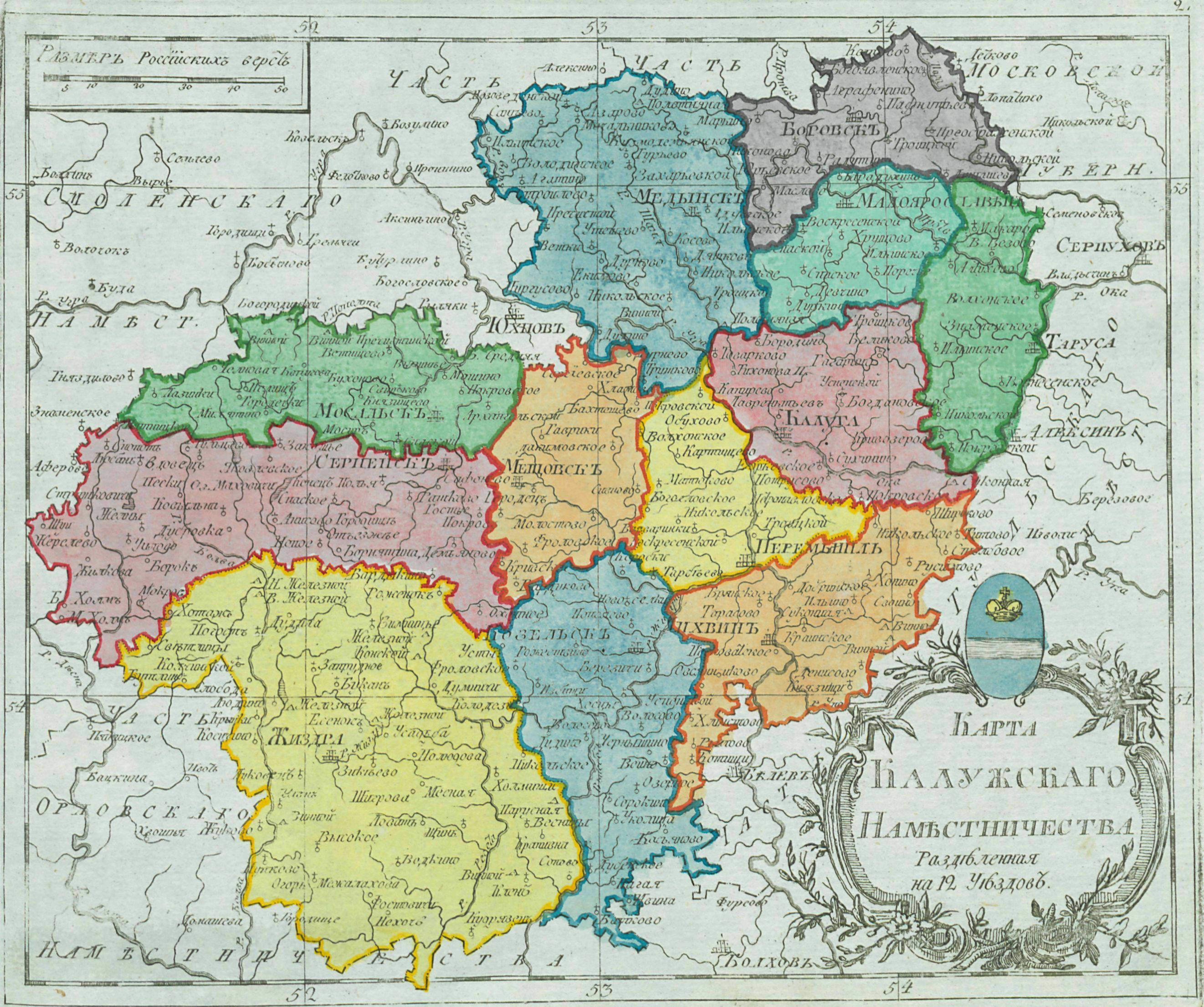
Атлас Російської імперії 1792
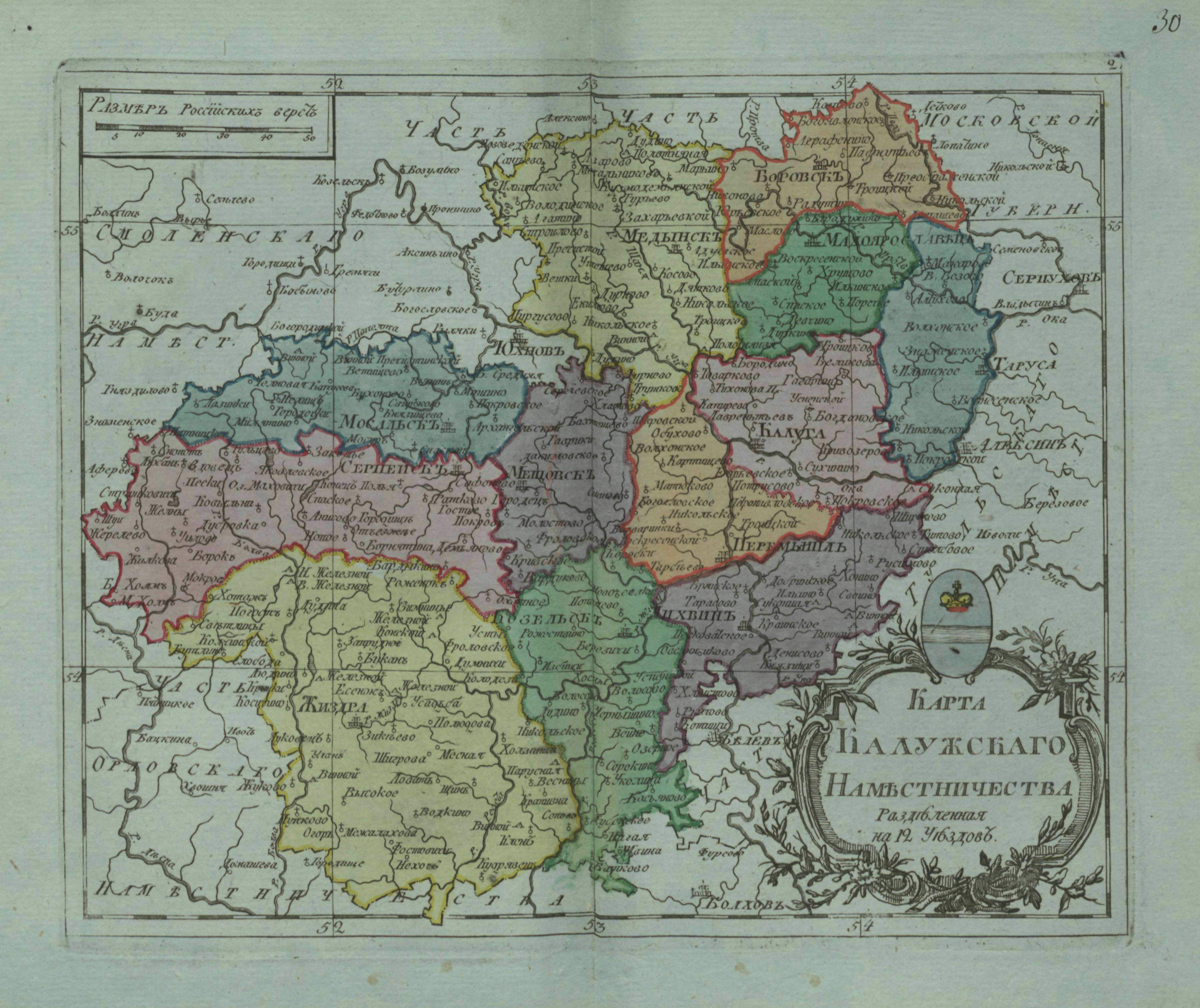
Атлас Російської імперії 1796